# 사니 아바차
사니 아바차(Sani Abacha, 1943년 9월 20일 ~ 1998년 6월 8일)는 나이지리아의 군사 지도자이자 정치인이었다. 1993년부터 1998년까지 사실상 나이지리아의 대통령을 지냈다. 아바차는 기념비적인 도둑정치 (kleptocrat) 와 자신의 군사 독재 정권에서 정적인 켄 사로위와(Ken Saro-Wiwa, 1941년 ~ 1995년)를 처형한 악명 높은 독재자로 유명하다. 2009년 스위스 당국은 아바차 가족의 재산을 몰수하였고, 스위스 법원은 아바차의 아들을 조직 범죄단에 가담한 혐의로 집행유예를 선고하였다.

## 같이 보기
- 이브라힘 바방기다
- 모슈드 아비올라
- 올루세군 오바산조